# Maktordning
Maktordning är en mer eller mindre tydlig hierarkisk samhällelig maktordning mellan olika grupper i ett samhälle. Överordnade eller privilegierade grupper har mer makt medan underordnade eller förtryckta grupper har mindre makt. Makten utgår från tillgång till maktresurser, såsom exempelvis finansiella tillgångar.
Makthierarkier i samhället skapas av en social konstruktion som samhället upprättat. 
Maktordningar och maktrelationer är relaterade begrepp men inte exakt samma sak. Maktordning syftar på den övergripande strukturella fördelningen av makt i samhället och hur den påverkar olika grupper och individer på olika sätt. Maktrelationer däremot avser relationerna mellan individer, grupper eller institutioner och deras maktutövande och maktfördelning. 